# Barbapedana

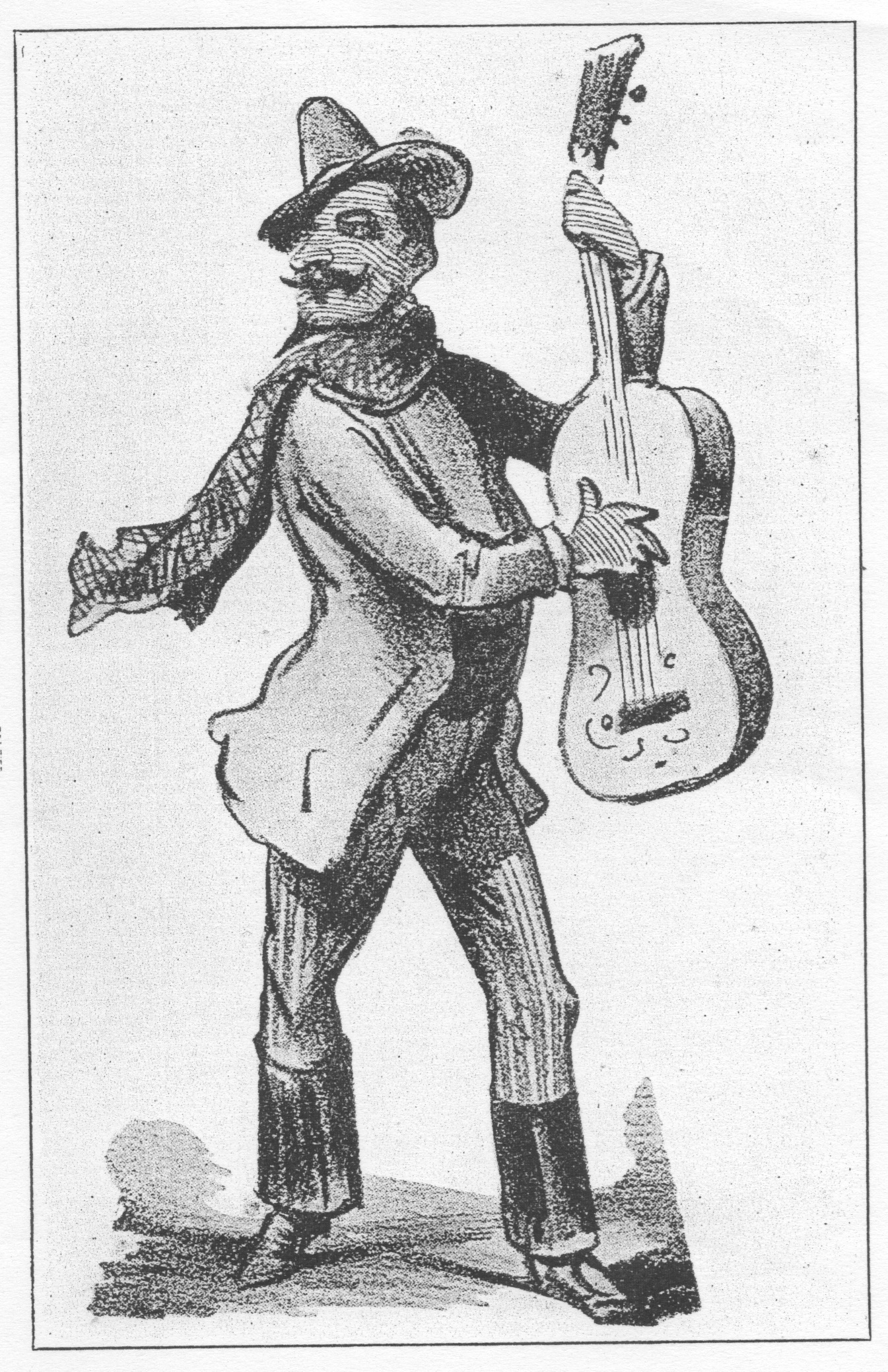
Una caricatura del Barbapedana

Barbapedana (o Barbapedanna), è un musicista di strada della tradizione popolare milanese. Non si sa con precisione quanti artisti nel corso dei secoli si siano identificati con questo nome. Il più noto, e l'unico a cui tutte le testimonianze si riferiscono, fu Enrico Molaschi (Milano, 1 gennaio 1823 - 26 ottobre 1911) il quale, tra la seconda metà del XIX secolo e gli inizi del XX, girava per le osterie e intratteneva i commensali con canzoni popolari e filastrocche. Nonostante il Barbapedana venga spesso ritenuta una figura tradizionale dei cantastorie milanesi tra il XVII e il XIX secolo, l'origine della tradizione rimane incerta e a tutt'oggi è ignota l'esistenza o meno di altri cantastorie precedenti al Molaschi che si identificavano nello stesso nome.

## Biografia
Le testimonianze riguardo al Barbapedana sono sparute, ma tutte si riferiscono a Enrico Molaschi, chitarrista e cantante che usava esibirsi presso le osterie milanesi. Arrigo Boito racconta di averlo incontrato presso un'osteria di Porta Tosa (Milano) intorno al 1862 e lo descrive come un giovane trentenne dai capelli e occhi neri, una cappello di feltro all'italiana e «due braccia poderose, atte a lavori d'atleta». Oltre all'aspetto, Boito fornisce anche una testimonianza del fragoroso stile chitarristico di Molaschi: 
Cletto Arrighi di lui ricorda che «ha nel mento forse la più bella pozzetta di tutta la Lombardia» e che possedeva un fischio formibabile. Lo stesso Molaschi si presentava al pubblico tramite una delle sue più note canzoni, che ne descrivevano l'abbigliamento:
senza el denanz, con via el dedree;

cont i oggioeu longh ona spanna

l’era el gilèt del Barbapedana.»
(Enrico Molaschi)

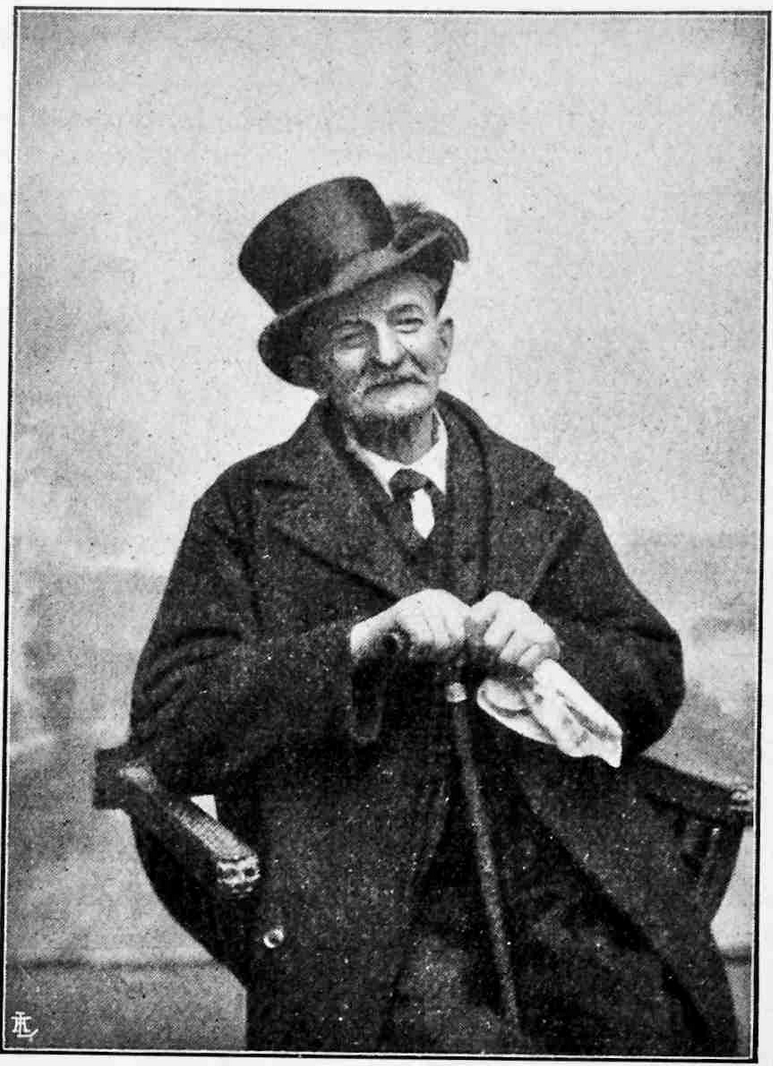
Enrico Molaschi

Molaschi, milanese di nascita, fece le sue prime esperienze a Paullo, dove si era trasferito in giovane età. Qui avrebbe incontrato un torototela dal quale avrebbe imparato i primi rudimenti della chitarra, e dal quale potrebbe aver ereditato il nome di Barbapedana. Trasferitosi a Milano, seppe conquistarsi in pochi anni una vasta popolarità presso gli avventori delle osterie. La sua fama richiamò l'attenzione della regina Margherita di Savoia che lo invitò ad esibirsi alla Villa Reale di Monza e gli regalò una chitarra nuova.
Molaschi si esibiva principalmente in filastrocche, canzoni popolari milanesi, e canti di sua composizione, spesso improvvisati sul momento in base all'uditorio: Luigi Medici ne ricorda l'abilità nel passare tra due repertori «uno castigato, corretto, ad uso degli avventori per bene, coronati d'ingenua prole; l'altro per certe coppie birichine che si nascondevano in fondo alla toppia o nell'ombra discreta di una sala appartata». Una delle canzoni più note del suo repertorio, tutt'oggi diffusa e cantata dai musicisti dialettali, è El piscinin:
Abilissimo nel fischio e dotato di uno stile chitarristico energico, si esibì almeno fino ai primi anni del 1900, quando ormai anziano e povero visse gli ultimi anni al Pio Albergo Trivulzio. Già da dieci anni aveva perso i denti e non era più in grado di cantare le sue canzoni, limitandosi a fischiarle.
Al 1908 risultano anche le uniche due foto esistenti per un articolo dedicatogli su Ars et Labor, rivista edita da Casa Ricordi. Già nel 1880 lo stesso Giulio Ricordi trascrisse e pubblicò alcune canzoni del Barbapedana in una raccolta di canti popolari lombardi, L'eco della Lombardia.
La sua chitarra è conservata nel Museo degli Strumenti Musicali del Castello Sforzesco di Milano (numero 54 del catalogo).

## La tradizione del Barbapedana

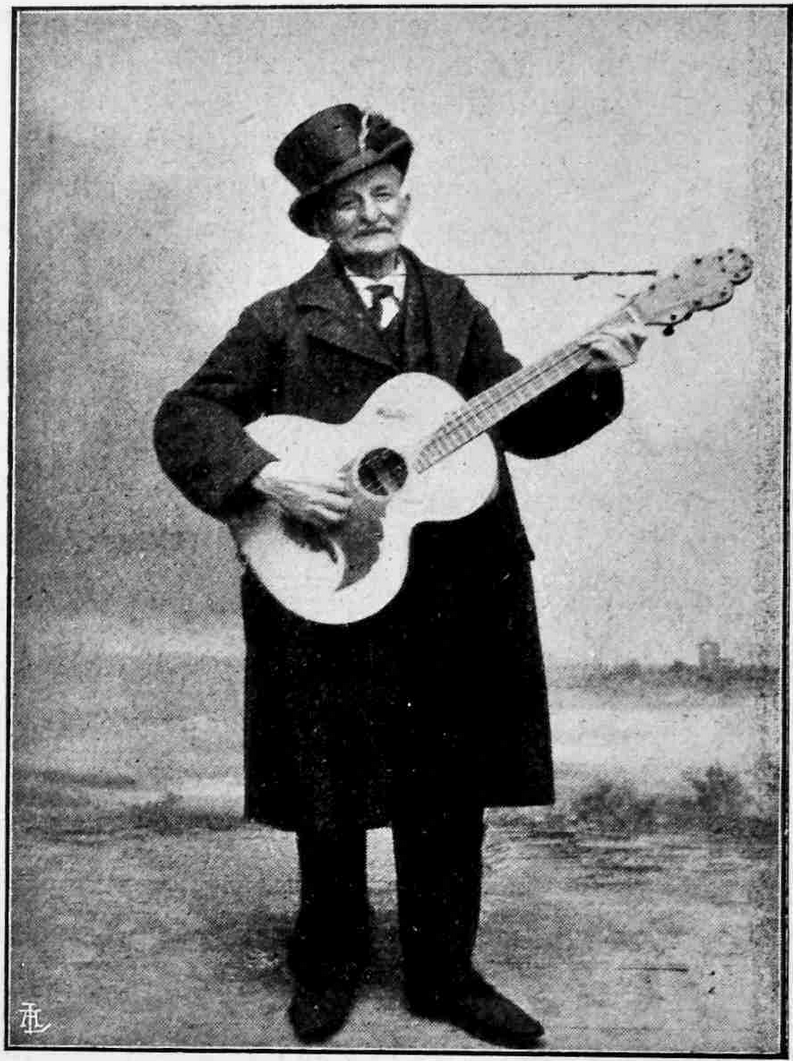
Enrico Molaschi in posa con la sua chitarra

Sebbene non si conosca con precisione l'origine del termine Barbapedana, varie ipotesi sono state fatte sulla sua origine e sull'ipotesi di una tradizione ad esso collegata. Il termine sembra fosse già in uso nel XVII secolo, anche se con diverso significato: compare infatti nel Barone di Birbanza, un'opera di Carlo Maria Maggi, e stava a indicare dei giovani spavaldi, che seguendo la moda dell'epoca portavano la cappa a far bandiera sulla spada.
Alla Biblioteca nazionale Marciana di Venezia è conservata un'antica stampa popolare dal titolo Nuova pifferata del valoroso Barba Pedana posta in luce per Antonio Bagolino, pubblicata a Bologna per i tipi di Bartolomeo Cochi al Pozzo Rosso. Manca la data, ma si tratta probabilmente di una stampa del XVII secolo. Da qui si potrebbe ipotizzare un'origine non milanese del Barbapedana. Anche Arrighi racconta che Molaschi avrebbe imparato a suonare la chitarra da un cantastorie ambulante di origine lodigiana o bolognese che concludeva ogni strofa intonando «E ticch e dài... el barbapedanna!».
Se non ci sono indizi sufficienti per valutare la nascita della tradizione del Barbapedana, è possibile riscontrare l'influenza che la figura di Molaschi ha esercitato nel corso dell'ultimo secolo: in primis l'abbigliamento con cui si presentava alle esibizioni, divenuto iconografico, comprendente una lunga zimarra e un cappello a cilindro di feltro, nel cui nastro era infilata una penna di gallo o una coda di scoiattolo.
Le cronache degli spettacoli di fine Ottocento narrano dei Minstrels Dumond, un quartetto di musicisti che si esibiva nei Café-concert in abiti simili e che nelle loro esibizioni milanesi erano stati soprannominati dai cittadini "I Barbapedana".
Durante la Guerra italo-turca del 1911-12 il poeta milanese Gaetano Crespi diffuse dei versi patriottici ispirati alle più celebri canzoni del Barbapedana:
(Gaetano Crespi)
La figura del Barbapedana è anche rievocata in una chiave nostalgica come simbolo di una Milano che non c'è più da Enrico Frati ed Eros Sciorilli nella canzone È tornato Barbapedana (1930).
La canzone El Piscinin (nota anche come De tant piscinin che l'era) è stata negli anni interpretata da molti cantanti tra cui: Enzo Jannacci, Giorgio Gaber, Ornella Vanoni, Nanni Svampa, Il Nuovo Canzoniere Italiano, Milly, Franca Valeri e ripresa in spettacoli tradizionali come Milanin milanon e Bella ciao (Il Nuovo Canzoniere Italiano).
I Longobardeath, band che rivisita in chiave heavy metal le canzoni della tradizione milanese hanno inciso una propria versione di Barbapedana el gh'aveva on gilet dal titolo Barbapedana 3000 pubblicata nell'album Bonarda bastarda del 2009.